# Opatovická lípa
Opatovická lípa je památný strom v okresu Blansko. Až do 80. let, kdy ji poškodila vichřice, byla největší žijící lípou velkolistou v Jihomoravském kraji, kterou zmiňoval již Jan Evangelista Chadt-Ševětínský

## Základní údaje
- název: Opatovická lípa, lípa ve Velkých Opatovicích
- výška: 26 m[1], 27,5 m (80. léta 20. století)[2]
- obvod: 860 cm (1958)[3], 953 cm[1], 955 cm (80. léta 20. století)[2] , 1000 cm (~2000)[4]
- věk: 500 let[2]
- souřadnice: 49°36'39.37"N, 16°40'11.53"E

Lípa roste v zahradě u Opatovického zámku, JV od budovy využívané současným MÚ. V roce 2012 jí byl Nadací Partnerství udělen titul Strom hrdina.

## Stav stromu a údržba
V současné podobě je strom ve stavu torza. Původní koruna a kmen byly z valné části zničeny vichřicí roku 1988 a potom zapáleny vandaly. Většina větví musela být odstraněna. Kmen je rozdělený na dvě samostatné části, které omladily a jsou velmi vitální. Levá část je podepřená.
Na přelomu 19. a 20. století měla lípa korunu složenou z 10 terminálů, které vycházely z krátkého kmene.

## Historie a pověsti
Lípa je pravděpodobně starší než samotný zámek. Ten vznikl na konci 17. a v 18. století přestavbami jedné (horní) ze dvou místních tvrzí pocházejících ze 14. století.

## Památné a významné stromy v okolí
- Opatovická borovice (významný strom)
- Opatovické vejmutovky (významné stromy)
- Biskupická borovice (8 km SZ)
- Letovický smrk (uhynul 2004)
- Svárovská alej – vítěz české ankety Alej roku 2020